# Peter Luckhaus
Martin Peter Waldemar Luckhaus, född 9 mars 1943 i Stockholm, är en svensk skådespelare och teaterregissör.

## Filmografi (urval)
- 1973 – Makt på spel (TV-serie)
- 1990 – Kaninmannen
- 1992 – Hammar
- 1996 – Ett sorts Hades (TV-teater)
- 1996 – Grynnan
- 1996 – The Return of Jesus, Part II
- 1997 – Grötbögen
- 1997 – Chock. Förbjuden frukt
- 1998 – Beck – Monstret
- 2000 – Judith

### Regi
- Schakt  av  Kurt Öberg, Radioteatern SR P1, 1995. I rollerna: Mikael Persbrandt, Stefan Larsson och Annika Wallin.

## Teater

### Roller (ej komplett)
| År   | Roll                             | Produktion                                | Regi               | Teater   |
| ---- | -------------------------------- | ----------------------------------------- | ------------------ | -------- |
| 1971 | Funktionär I                     | Modern Stanislaw Ignacy Witkiewicz        | Alf Sjöberg        | Dramaten |
| 1974 | Bonden                           | Den jäktade Ludvig Holberg                | Henning Moritzen   | Dramaten |
| 1991 | Cecco                            | Peter Pan J.M. Barrie                     | Jackie Söderman    | Dramaten |
| 2000 | Robert Magerman, skräddare Egeus | En midsommarnattsdröm William Shakespeare | John Caird         | Dramaten |
| 2004 | Ett fyllo                        | A Clockwork Orange 2004 Anthony Burgess   | Kasper Bech Holten | Dramaten |

### Regi (ej komplett)
| År   | Produktion | Upphovsmän     | Teater   |
| ---- | ---------- | -------------- | -------- |
| 2005 | Baal       | Bertolt Brecht | Dramaten |